# Liczba jodowa
Liczba jodowa (LJ, II) – liczba gramów fluorowca, przeliczona na liczbę gramów jodu, który w określonych warunkach ulega reakcji addycji do atomów węgla związanych wiązaniem wielokrotnym, zawartych w 100 g badanej substancji. Wyznacza ona zawartość związków nienasyconych w mieszaninie.
Liczbę jodową można wyznaczać w organicznych związkach chemicznych i ich mieszaninach, np. takich jak tłuszcze techniczne, alkohole, kwasy tłuszczowe, aminy, amidoaminy i czwartorzędowe sole amoniowe.